# جهاد مناصرة
جهاد مناصرة (28 مارس 1966) ممثل أردني .

## عن حياته
شارك في العديد من أفلام ومسلسلات الرسوم المتحركة بالدوبلاج، وله أيضاً العديد من الأعمال في التلفزيون والمسرح، من أبرز أعمالها (عيون عليا، الحصان الفضي، عودة أبو تايه).

## أعماله

### في المسلسلات
- عيون عليا
- عودة أبو تايه

### في الدوبلاج
- ين يانغ يو
- حماة الكواكب
- النملة فيردي (الجزء الثاني)
- كاليميرو وفاليريانو
- الحصان الفضي

## روابط خارجية
- جهاد مناصرة على موقع قاعدة بيانات الأفلام العربية